# Xhafer Deva
Xhafer Deva, född den 21 februari 1904 i Mitrovica i Kosovo, död den 25 maj 1978, var en kosovansk politiker. 
Xhafer Deva blev först utbildad vid kollegiet Robert i Istanbul. I Zagreb utbildades han i ingenjörskonst.
Xhafer Deva var en ledande figur under det av axelmakterna ockuperade Kosovo under andra världskriget. Han var den förste politiker i Kosovo som visade villighet att samarbeta med axelmakterna. Han mötte den tyske representanten för sydöstra Europa, Hermann Neubacher. Under den tyska ockupationen i Kosovo valdes han till kommunen Mitrovicas överhuvud. Xhafer Deva, med hjälp av tyskarna, satte upp ett förbund med målet att försvara skapandet av Storalbanien. Xhafer Deva var också inrikesminister i det tysk-italienska kontrollerade Storalbanien. Han föraktades av kommunister på grund av sitt samröre med axelmakterna. Han försökte även bekriga kommunisterna med vapenbistånd från tyskarna. När försöken att underkuva kommunisterna misslyckades flydde han först till Kroatien och sedan till Österrike. I exil blev han medlem i skaran av antikommunistiska albaner. Han undvek fångenskap genom god avstånd från den sovjetisk-kontrollerade zonen. Senare flyttade han till Syrien och därefter till USA. I utlandet spelade han en viktig roll i organiseringen av den antikommunistiska kampen i sitt hemland.